# David Joy (Filmtechniker)
David Joy (* 4. September 1901 in Marshfield, Massachusetts; † 6. März 1995 in Sarasota, Florida) war ein US-amerikanischer Filmtechniker, dem 1940 ein Oscar für technische Verdienste verliehen wurde.

## Leben
Joy war Mitarbeiter der National Carbon Company, des weltweit größten Herstellers von Batterien und Taschenlampen. Bei der Oscarverleihung 1940 wurde ihm zusammen mit Charles Handley ein Oscar für technische Verdienste (Technical Achievement Award) „für wichtige Beiträge in der gemeinschaftlichen Entwicklung neuer verbesserter Projektionsverfahrensausrüstung und für verbesserte und stabilere hochintensive Kohlenstoffe“ (“for important contributions in cooperative development of new improved Process Projection Equipment: for improved and more stable high-intensity carbons”).
1939 gehörte Joy darüber hinaus zum Mitarbeiterstab bei den Dreharbeiten zum Film Vom Winde verweht.

## Auszeichnungen
- 1940: Oscar für technische Verdienste (Technical Achievement Award)